# Anapistula martinae
Espèce
Anapistula martinae est une espèce d'araignées aranéomorphes de la famille des Symphytognathidae.

## Distribution
Cette espèce est endémique de l'île de Sainte-Hélène.

## Description
La femelle holotype mesure 0,65 mm.

## Systématique et taxinomie
Cette espèce a été décrite par Sherwood, Harvey, Fowler, Joshua, Stevens, Scipio-O’Dean et Ellick en 2024.

## Étymologie
Cette espèce est nommée en l'honneur de Martina Peters.

## Publication originale
- Sherwood, Henrard, Jocqué, Fowler, Marusik, Maddison, Harvey, Hormiga, Rheims, Piacentini, Peters, Stevens, Joshua, Scipio-O’Dean, Ellick, Wilkins, Ashmole & Ashmole, 2024 : « Annotated checklist of the spiders of Saint Helena, with new records, descriptions of unknown sexes, new and restored genera, and two new species (Araneae: Araneomorphae). » Arachnology, vol. 19, no 9, p. 1218-1291.